# Iisalmi
Iisalmi é uma cidade e município da Finlândia, situada na região de Savônia do Norte.